# Albert Wilhelm
Albert Wilhelm, slovenski gledališki igralec in režiser, * 27. oktober 1906, Senožeče, † september 1944, Borince, Srbija.

## Življenje in delo
V Trstu se je izučil za avtomehanika in sodeloval pri dramski skupini na Opčinah. Po prebergu pred fašističnim terorjem v Jugoslavijo in nastanitvi v Mariboru pa je zbudil pozornost igralca in režiserja R. Pregarca, pozneje je delal s F. Žižkom pri Neodvisnem gledališču (1938) in zlasti v naslednjih letih na Ptuju, kjer je bil prvi in edini poklicni igralec. Pod Žižkovim vodstvom je odigral več glavnih vlog, med drugim v dramatizacijah Desetega brata (Josip Jurčič) in Martina Krpana (Fran Levstik) pa tudi Kralja Ojdipa (Sofoklej). V zadnjih mesecih pred drugo svetovno vojno je režiral delo ruskega dramatika A.N. Ostrovskega Gozd. Leta 1941 so ga Nemci med prvimi aretirali in izgnali v Srbijo, kjer se je pridružil partizanom. Umrl je za posledicami bombardiranja.